# Metopobactrus deserticola
Metopobactrus deserticola là một loài nhện trong họ Linyphiidae.
Loài này thuộc chi Metopobactrus. Metopobactrus deserticola được miêu tả năm 1981 bởi Loksa.